# Frans Smissaert
Jhr. Frans Alexander Evert Lodewijk Smissaert (Den Haag, 28 augustus 1862 - Laren (NH), 16 december 1944) was een Nederlandse kunstschilder.

## Biografie
Smissaert was een telg uit het adellijke geslacht Smissaert en een zoon van ontvanger jhr. Marinus Paulus Smissaert (1825-1900) en jkvr. Elisabeth Françoise Sophia van Rappard (1826-1904), telg uit het geslacht Van Rappard. Hij groeide op in Den Haag en was gefascineerd door het Hollandse landschap. Zijn schilderijen hebben vaak de duinen en het polderlandschap tot onderwerp. Hij trouwde in 1898 met jkvr. Wilhelmina Frederika Martini Buys (1871-1953), telg uit het geslacht Martini; dit huwelijk bleef kinderloos.
Smissaert had op 12-jarige leeftijd al tekenles van Frid. Becker maar begon pas met schilderen toen hij achtendertig jaar was. Hij ging van 1900-1902 naar de Haagse Academie waar hij les kreeg van Frits Jansen. Later kreeg hij vijf jaar lang les van Willem Roelofs, toen die in Brussel woonde. Ook had hij regelmatig contact met Willem van Konijnenburg.
Smissaert verhuisde vaak, hij werkte tussen 1887 en 1898 veel in Den Haag en Utrecht. Vannaf 1898 woonde hij met zijn echtgenote in Voorburg tot 1903. Tussen 1903 en 1913 was hij vaak in Parijs waar hij in contact kwam met Eugène Burnand die hem aanmoedigde religieuze onderwerpen te schilderen. De gemeente Laren heeft een schilderij dat hij van het kerkhof maakte. In 1914 verhuisde hij naar Laren, waar de Larense School grote bekendheid genoot, en ontmoette daar kunstenaars zoals Albert Neuhuys en Anton Mauve. Zijn atelier was aan de Torenlaan 45 in villa 'Le Grand Chaumière'.

## Exposities
Smissaert was lid van de Kunstenaarsvereniging Laren-Blaricum, Pulchri Studio, de Haagse Kunstkring en de Société Internationale d'Aquarellistes.  Hij exposeerde in Den Haag, Amsterdam en Brussel (1910), maar ook in Parijs (1912, 1913), Berlijn, München en zelfs St Louis. In 1912 deed hij mee aan de tentoonstelling 'Hedendaagse Kunst' in 1912 in Amsterdam.

## Werk
- Drinkende koeien in een polderlandschap, 47x53cm, gesigneerd[1] (in 2005 verkocht via Christie's, Amsterdam)
- Nettenboeters, 64,8x96,5 cm, gesigneerd[2] (in 2007 verkocht via Christie's Londen)
- Nettenboeters, 48.5x64cm, gesigneerd, 1900 (in 1992 verkocht via Christie's Amsterdam)
- Drie kindjes in polderlandschap, 44,8x69cm, gesigneerd[3]
- Kerkhof van Laren[4]

## Afbeeldingen

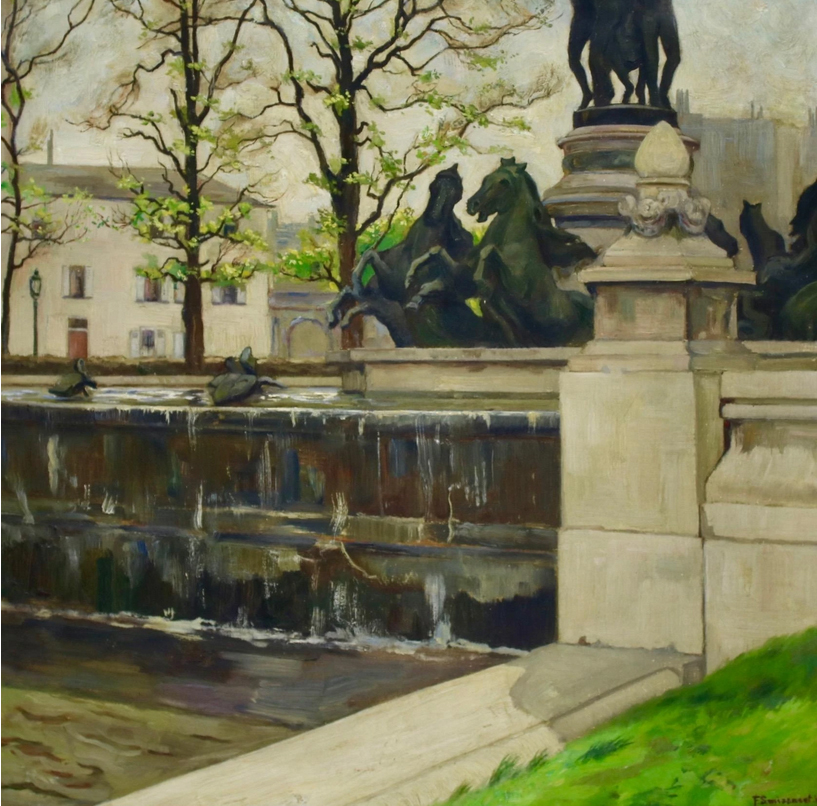
Gezicht op de Fontaine de l'Observatoire in Jardin du Luxembourg te Parijs 1914.
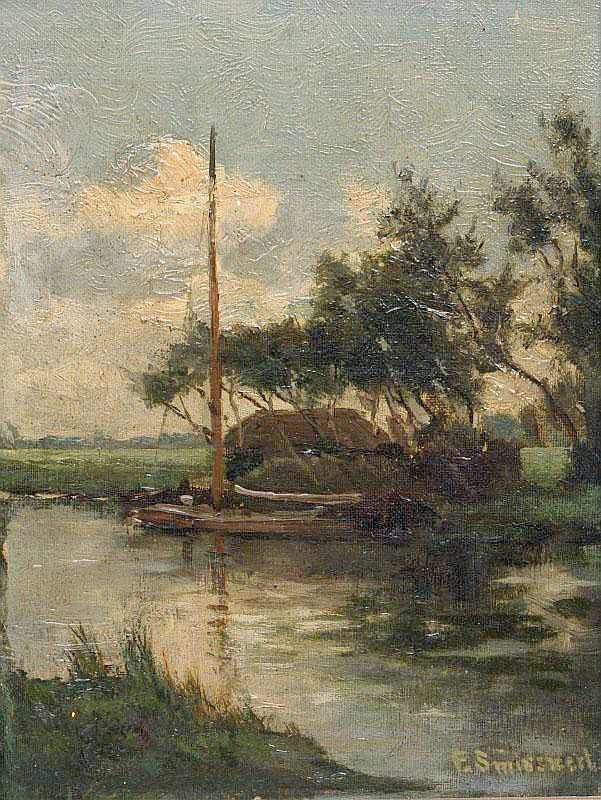
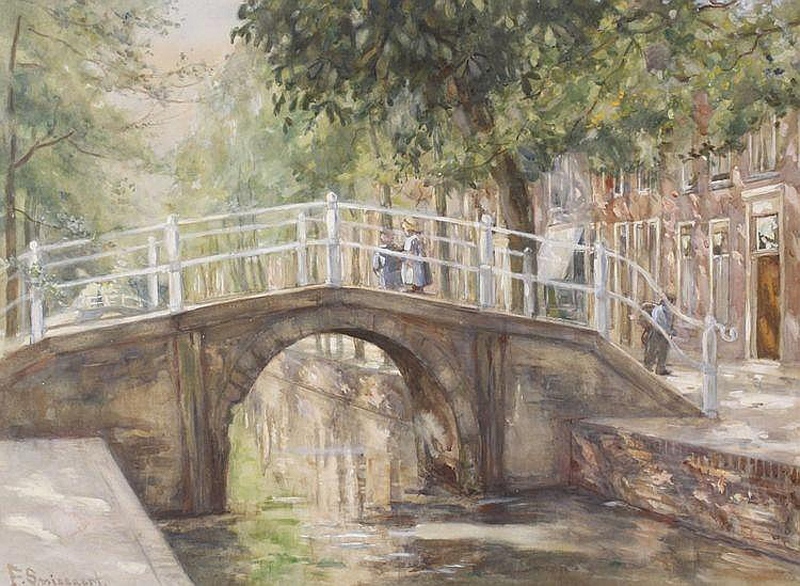
Brug over stadsgracht.
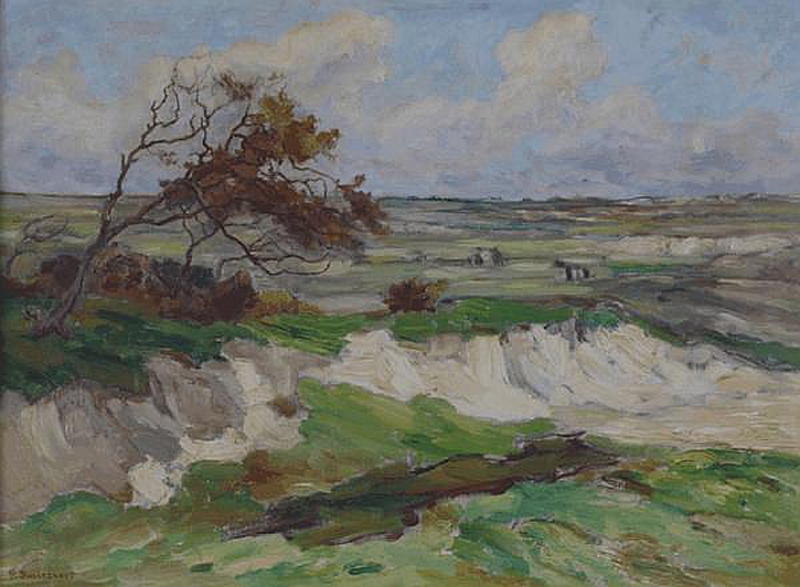
Een duinlandschap.
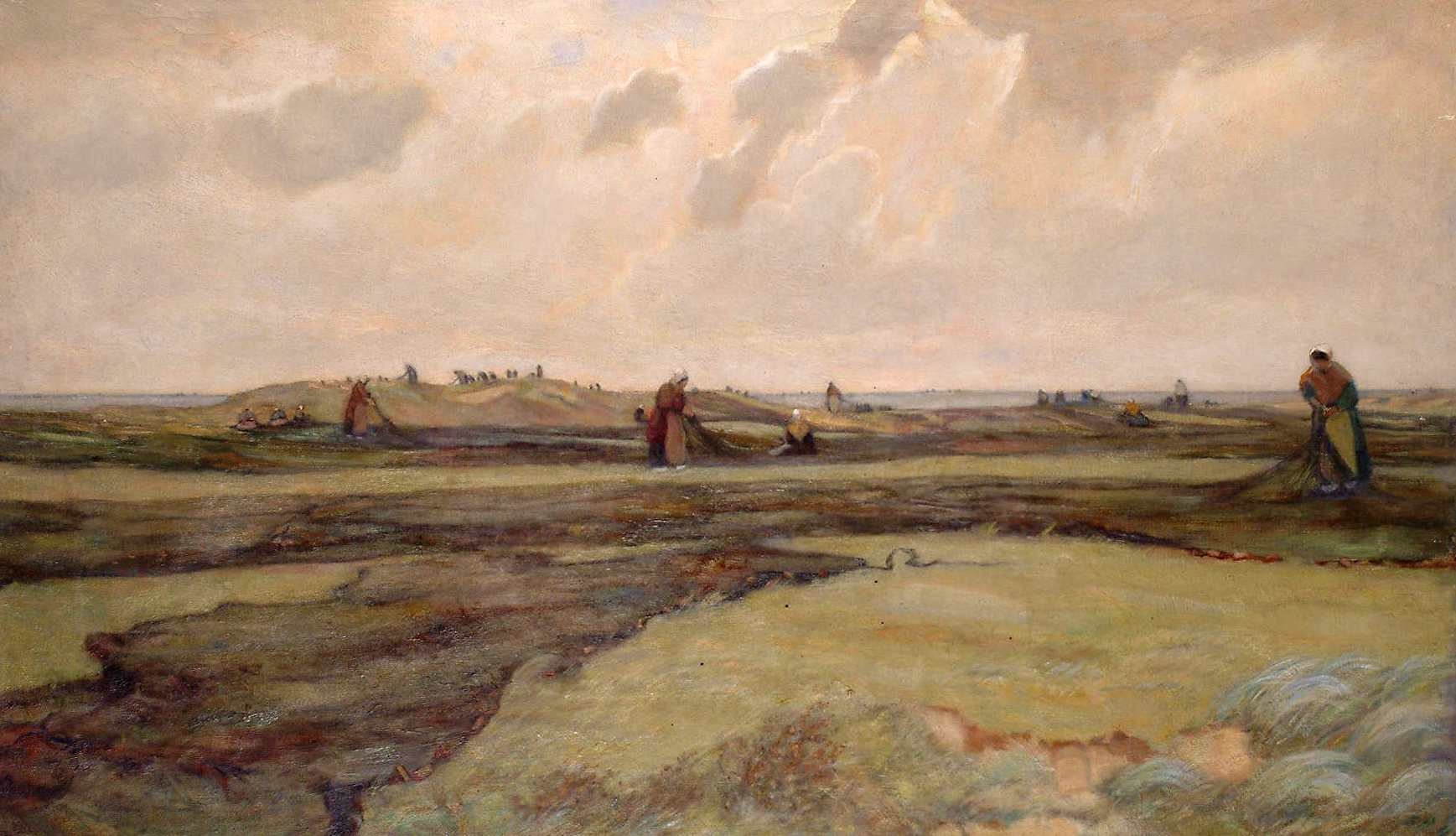